# Johnny Däpp
Johnny Däpp is een single van het Duitse feest duo Lorenz Büffel uit 2016.

## Achtergrond
Johnny Däpp is geschreven en geproduceerd door Dominik De Leon en Matthias Distel. Het nummer gaat over feesten op Mallorca en is vernoemd naar acteur Johnny Depp. Mede doordat het veel gedraaid werd in zomervakanties op Mallorca en tijdens de winter in après-skitenten, werd het nummer een bescheiden hit in de Duitssprekende landen. De hoogste positie haalde het in Duitsland, waar het de 28e positie haalde. Het nummer is gebruikt als inspiratie voor het nummer Super Max! van de Pitstop Boys.